# Reuzenschedeworm
De reuzenschedeworm (Limnodrilus udekemianus) is een ringworm uit de familie van de Naididae. De wetenschappelijke naam van de soort is voor het eerst geldig gepubliceerd in 1862 door Claparède.